# GLOBUS III
Globus III — американская радиолокационная станция военного назначения, размещённая в Вардё (Норвегия); совместный проект ВВС США и разведывательной службы Норвегии.
Строительство радиолокационной станции Globus III для замены устаревшего комплекса Globus I началось в 2017 году, все работы планировалось завершить за два года. Новая РЛС, стоимостью около 1 миллиарда норвежских крон (около 120 миллионов долларов США) дополнит уже существующий Globus II, и усилит возможности по сбору информации о стратегическом потенциале Российской Федерации. Строительство планируется завершить к 2020 году. РЛС Globus III будет выполнять задачи в интересах стратегического командования США, ответственному за ядерные и космические операции.
По сообщению журнала Newsweek, появление на северных границах Российской Федерации нового мощного радиолокационного комплекса вызвало нервозную реакцию со стороны российского министерства иностранных дел. В частности Мария Захарова выразила озабоченность тем, что радар Globus III передаёт добытую информацию военным США.
В официальном пресс-релизе ничего не говорится о связи радара с военным командованием США. Радар в Вардё тесно связан с радаром на авиабазе Эглин, штат Флорида; обе станции подчинены 1-й эскадрилье космического контроля в Колорадо. Это подразделение, в свою очередь, подчинено 21-му космическому крылу, задачей которого является предупреждение о ракетном нападении и угрозах в космосе.
Бывший аналитик ЦРУ Аллен Томсон считает, что радар в Вардё может быть идентичен «ракетному щиту» — радару GBR-P (англ. Ground-BasedRadar Prototype). Во времена президентства Джорджа Буша-младшего такой радар собирались разместить в Чехии в рамках создания европейской системы противоракетной обороны, но от этого плана отказались. Новый радар, «Глобус III», будет выполнять те же задачи, что и «Глобус II», только задач этих станет больше, а выполнять их он будет лучше.
Теодор Постол, профессор науки, технологий и международной безопасности в Массачусетском технологическом институте, предположил, что новый объект предназначен специально для отслеживания российской военной деятельности, включая испытания подводных ракет на севере России. «Тот факт, что радар находится в Варде (на границе с Россией), в какой-то степени, вероятно, решает задачи по сбору сведений о ракетных испытаниях российских подводных лодок в районах Плесецка и на Камчатке».
Появление антенного поста Globus III недалеко от Мурманска заставило руководство Северного флота Российской Федерации принять ряд контрмер. В частности, в феврале 2019 года была проведена отработка нанесения ракетно-бомбовых ударов противорадиолокационного назначения силами фронтовых бомбардировщиков Су-24М. После этого на полуостров Средний была переброшена батарея берегового противокорабельного комплекса 3К60 «Бал».